# Joseph Anton Weißenbach
Joseph Anton Weißenbach (heute auch Weissenbach; * 15. Oktober 1734 in Bremgarten AG; † 11. April 1801 ebenda) war ein Schweizer römisch-katholischer Geistlicher und Theologe.

## Leben
Weißenbach trat 1751 in Landsberg am Lech in den Jesuitenorden ein. Von 1753 bis 1758 absolvierte er sein Magisterium an den Jesuitenkollegien von Konstanz, Regensburg und Augsburg. Seine Priesterweihe empfing er 1762 in Eichstätt. Anschliessend widmete er sich dem Studium der Philosophie bis 1765 in Feldkirch und Rottenburg am Neckar.
Weißenbach wirkte danach als Prediger. Von 1767 bis 1768 war erstmals in Luzern. Dort war er Prediger in der Jesuitenkirche und ausserdem Professor der Theologie am Kolleg. Danach ging er 1768 als akademischer Prediger nach Dillingen an der Donau und anschliessend 1770 als Domprediger an den Augsburger Dom, 1772 kehrte er nach Dillingen zurück.
Weißenbach widmete sich nach der Aufhebung des Ordens 1773 zunächst hauptsächlich der schriftstellerischen Arbeit, bevor er 1778 einen Ruf als Professor der Theologie an die Theologische Fakultät Luzern annahm. Ab 1782 war er schliesslich Stiftsherr in Zurzach.
Sein Bruder Leodegar Weissenbach (1743–1794) war ebenfalls Jesuit und Theologieprofessor.

## Werke (Auswahl)
- De eloquentia patrum ll. 13, 9 Bände. Veith, Augsburg 1775.
- Die Vorbothen des neuen Heidenthums, und die Anstalten, die dazu vorgekehret worden sind, 2 Bände. 1782.
- Nova forma theologiae biblicae his temporibus accommodata, 3 Bände. Augsburg 1785.
- Von den Mißbräuchen beym Mariädienst, und was da abzuschaffen, einzuschränken, beyzubehalten sey: Ein Hausbuch wider die Glaubensfeger. Thurneysen, Basel 1786.
- De eloquentia s. scripturae ll. 4, 2 Bände. Doll, Augsburg 1789.
- De Arte Critica. Veith, Augsburg 1794.
- Neue durchaus verbesserte Monachologie. Benedikt, Augsburg 1796.